# Petru Hadârcă

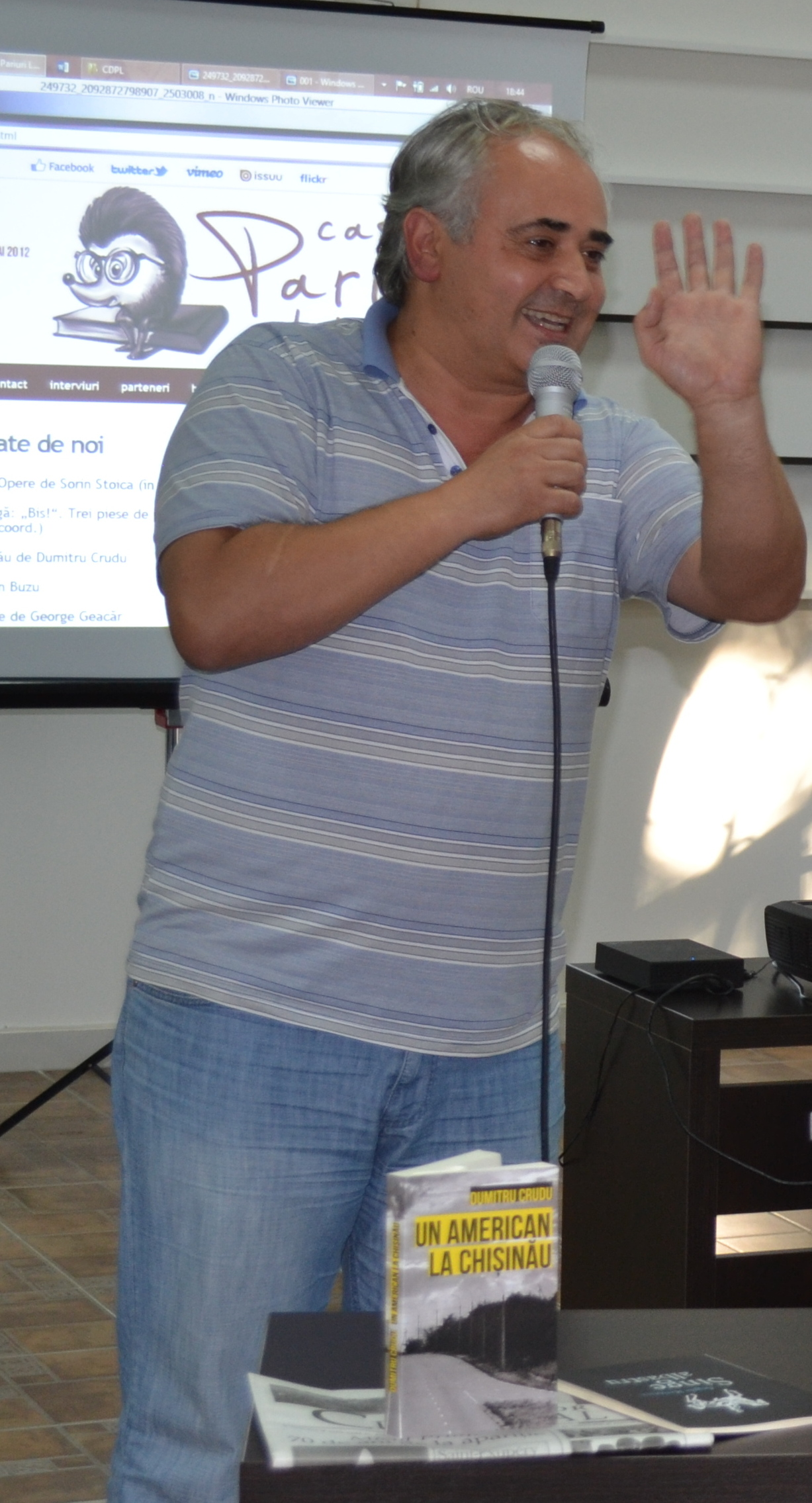
Petru Hadârcă în 2013, la o prezentare de carte la Biblioteca Municipală B. P. Hasdeu

Petru Hadârcă (n. 8 mai 1963, Sîngerei, RSS Moldovenească, URSS) este un actor și regizor din Republica Moldova. În 1985 a absolvit Institutul de Teatru „B. V. Șciukin” de pe lângă Teatrul academic „Evghenii Vahtangov” din Moscova. A fost actor la teatrele „Luceafărul” (1985-1991) și „Mihai Eminescu” (1991-1994) din Chișinău, precum și la Teatrul „Ion Creangă” din București (1994-1996). În perioada 1995-1997 a fost angajat prin colaborare la Teatrul „Nottara” din București. Timp de mai mulți ani a fost director artistic al Studioului de creație „Apropont” din Chișinău (1997-2001), al Teatrului muzical „Ginta Latină” (2001-2003), precum și al Teatrului Național „Mihai Eminescu” (2003-2004). A jucat în roluri principale în peste 50 de spectacole de teatru, filme televizate și artistice. A fost regizor și autor de emisiuni la postul de radio „Vocea Basarabiei” (2007-2009), iar în 2009-2010 - consilier parlamentar la Camera Deputaților, Parlamentul României.
I-au fost conferite titlul onorific „Maestru în artă” în decembrie 2012 și Ordinul Republicii în septembrie 2024.
Din 2013, este Director general al Teatrului Național „Mihai Eminescu” din Chișinău.
După ce a fost demis în 2004 de autoritățile comuniste din funcția de director artistic al Naționalului din Chișinău, s-a dedicat activității de cercetare și colectare a documentelor ce confirmă faptul că primul teatru de repertoriu de limbă română din capitala basarabeană, ca instituție de cultură, susținută din bani publici, a fost fondat în 1921 de Guvernul României. 
În 2014, susținut de Ion Caramitru, managerul Teatrului Național „I. L. Caragiale” din București, a inițiat turneele teatrale bilaterale „Teatrul românesc București-Chișinău”. A coordonat publicarea volumelor de documente despre istoria Teatrului Național „Mihai Eminescu” și referitoare la personalitățile sale marcante: „O cronică a Teatrului Național din Chișinău. 1918-1930” (2016); „Eugeniu Ureche. Teatrul nu se termină niciodată” (2018);  „Teatrul care ne unește: Reuniunea Teatrelor Naționale Românești” (2019); „100 de spectacole în 100 de ani pe scena Teatrului Național „Mihai Eminescu” de la Chișinău” (2022).
- Premiul Ministerului Culturii (2015)
- Premiul Național (2016)
- Premiul Președintelui Uniunii Teatrale din România (UNITER) Ion Caramitru (2021)
- Premiul revistei „Rinocerul”, pentru regia și scenariul spectacolului „Dosarele Siberiei”, montat la Teatrul Național „Mihai Eminescu” din Chișinău (2021)
- Premiul UNITEM pentru cel mai bun rol masculin, Froggy, în „Hamlet în sos picant”, de Aldo Nicolaj, în regia lui Alexandru Cozub (2021)
- Premiul UNITER pentru teatru radiofonic (2022)
- Titlul onorific „Maestru în Artă” (2012)
- Titlul de „Artist al Poporului” (2015)
- Titlul „Emerit pentru cultura poloneză” conferit de către Ministerul Culturii din Varșovia (2017)
- Ordinul „Meritul Cultural” în grad de Comandor conferit de președintele României (2018)

- Ordinul Republicii conferit de către președinta Republicii Moldova, doamna Maia Sandu (Chișinău, 12 septembrie 2024) „În semn de apreciere a meritelor deosebite în afirmarea artei teatrale naționale, pentru măiestrie profesională și succese remarcabile în activitatea de creație, precum și pentru contribuția substanțială la promovarea valorilor spirituale ale neamului prin temele abordate și prin organizarea de evenimente culturale de un înalt simbolism”[9]